# 社口 (雲林縣)
23°47′19″N 120°26′25″E / 23.788477°N 120.440213°E
社口，是臺灣雲林縣西螺鎮的一個傳統地域名稱，位於該鎮西部。相較於今日行政區，其範圍大致包括福田里不含北部邊界地帶東半段、新豐里西南部凸出部分的西南半部。

## 歷史
台灣清治末期至日治初期，社口地區為一街庄，稱為「社口庄」，隸屬於西螺堡。該庄北與埔心庄為鄰，東與新社庄、頂湳庄為鄰，南邊為下湳庄、二崙仔庄，西邊為永定厝庄。。
1901年（日治明治三十四年）11月，全台廢縣廳改設二十廳，該庄隸屬於斗六廳。1903年（明治三十六年）6月，該庄編入「新社區」，隸屬於斗六廳。1909年（明治四十二年）10月，合併二十廳為十二廳，新社區改隸屬於嘉義廳。1920年（大正九年），全台地方制度大改正，廢十二廳改設五州二廳，該庄改制為「社口」大字，隸屬於臺南州虎尾郡西螺街。
戰後西螺街改制為西螺鎮，隸屬於臺南縣，大字亦改制為里。1950年10月，雲、嘉、南分治，西螺鎮改隸屬雲林縣。

## 聚落
本地區發展較早的聚落為社口、火燒崙、頂茄塘（一小部分）、下茄塘、新厝仔等，在日治期初期的官方地圖上已有記載。

## 交通
縣道145號（平和南路、福來路）是埤頭鄉至六腳鄉港尾寮的道路，大致以北北東—南南西走向經過本地區東部邊界外不遠處。由該道路向北北東轉東微北轉繞彎道轉東北微北經縣道154號路口後可前往西螺市區、埤頭並止於縣道150號路口；向南南西可前往虎尾、土庫、元長東南部、北港、六腳港尾寮等地。
縣道154號（埔心路、復興路、興農西路）是麥寮鄉六輕廠至林內鄉的道路，也是雲林縣最北側的橫貫縣道，大致以西微南—東微北走向轉北微西—南微東再繞大彎轉西向東經過本地區北部邊界外不遠處，並於繞大彎處與縣道154甲線起點路口交會。由該道路向西微南可前往二崙中北部、崙背中北部、麥寮的六輕廠等地；向東經縣道145號路口後轉東北東再轉東北微東經省道台1線路口後再轉東南東經國道1號高架橋下後可前往莿桐中北部、林內並止於省道台3線路口。
縣道154甲線是埔心至崙背的道路，其北側端點（起點）位於本地區北部邊界外不遠處的的縣道154號大彎道路口。由此向西南入境後經本地區西北部、西部的下茄塘聚落、西部南側邊界地帶後於本地區西部最南端出境，可前往二崙、惠來厝中南部、羅厝中北部、崙背並止於縣道156號路口。
鄉道雲28線是港後至新社的道路，大致以西南—東北走向到達本地區西北角的鄉道雲28-1線終點路口，轉東北東大致沿邊界地帶而行，至路口轉東南東沿邊界蜿蜒而行並經過高鐵高架橋下，其後因邊界線北移而入境，經鄉道雲30線路口後至縣道154甲線路口，轉西南與其共線約700公尺後轉東北東獨行再轉東微北，至社口聚落轉東再轉東南東，經鄉道雲37線終點路口後出境。由該道路向西南穿越頂茄塘聚落後可前往永定厝南部、港後並止於縣道154號路口；向東南東可前往新社並止於縣道145號路口。
鄉道雲28-1線是田寮仔至頂茄塘的道路，其東側端點（終點）位於本地區西南角的鄉道雲28線路口（頂茄塘聚落東側偏北）。由此向北北西出境後至鄉道雲28-2線起點路口轉西北西可前往永定厝地區的詹厝崙聚落、田藔仔聚落並止於鄉道雲28線另一路口。
鄉道雲30線是頂茄塘至湳仔的道路，其東北側端點（起點）位於本地區北部邊界中央地帶外緣的縣道154甲線路口（頂茄塘聚落東郊）。由此向西南微西入境，經本地區西北端後於本地區西部邊界中央偏北處出境，可前往永定厝東南端、二崙、田尾地區的湳仔聚落西側並止於縣道156號路口。
鄉道雲35線是永定厝至下湳的道路，大致以北北西—南南東走向由本地區西部邊界中央略偏南處經縣道154甲線路口並入境後，經過本地區西南部，於本地南部邊界中央偏西處出境。由該道路向北北西可前往永定厝並止於縣道154號路口；向南南東可前往二崙東北角、下湳並止於鄉道雲18線路口。
鄉道雲37線（社口路）是埔心至社口的道路，其南側端點（終點）位於本地區東北部社口聚落東側的鄉道雲28線路口。由此向北出聚落並出境後，經縣道154號路口後轉北微西可前往埔心並止於縣道154號舊線（埔心路）路口。

## 文化資產
- 西螺張廖家廟崇遠堂（歷史建築）